# 実録!?
実録!?(じつろく!?)は北海道テレビ放送（HTB）にて放送されていたバラエティ番組。放送時間は木曜日24:50 - 25:05（JST。以下同）。

## 概要
- 『HTB深夜開拓魂』第8作。一見ドキュメンタリーであるが、やがて現実には起こりえないような展開が繰り広げられるモキュメンタリー形式の実験的番組。

## 出演
- 茂木淳一（ナビゲーター）
- イレブン☆ナイン

## 放送リスト
| 回 | 放送日 （2012年） | 副題                                              |
| -- | ----------------- | ------------------------------------------------- |
| 1  | 7月5日            | 実録!?万引きGメンは見た！                         |
| 2  | 7月12日           | 実録!?タクシー車載カメラは見た！                  |
| 3  | 7月26日           | 実録!?万引きGメンVS最強の敵                       |
| 4  | 8月2日            | 目指せ!金メダル 札幌から世界へ!                   |
| 5  | 8月9日            | ある失踪事件を追う 前編                           |
| 6  | 8月16日           | ある失踪事件を追う 後編                           |
| 7  | 8月23日           | 実録!?タクシー車載カメラは見た!2                  |
| 8  | 8月30日           | 油に火を灯せ～クレーム処理コンサルタント 倉田満治 |
| 9  | 9月6日            | 浮気防止道場に密着！                              |
| 10 | 9月20日           | 伝統食が消える日                                  |
| SP | 9月25日           | 舞台「架空のイキモノ」                            |
| 11 | 9月27日           | タイトル未定                                      |